# Louis Bertheau
Pour les articles homonymes, voir Bertheau.
Louis Bertheau (1919-1945)  fut, pendant la Seconde Guerre mondiale, un agent français du service secret britannique Special Operations Executive.
Situation militaire : SOE, section F ; General List ; recruté sur place (« commissionned in the field »), avec le grade de lieutenant ; matricule : 329598.

## Famille
- Ses parents : Marius et Octavie Bertheau.
- Sa femme : Rosa Bertheau, Saint-Hilaire-Saint-Mesmin, Loiret, France.

## Éléments biographiques
Louis Eugène Désiré Bertheau, né le 18 novembre 1919, en France, est recruté sur place en tant qu'opérateur radio du réseau AUTHOR d'Harry Peulevé, avec le nom de guerre « Pélican ». Arrêté le 21 mars 1944 à Brive-la-Gaillarde en même temps que Harry Peulevé (voir la boîte déroulante : Arrestation du 21 mars), il est déporté et meurt à Sandbostel (Allemagne), par suite des mauvais traitements subis en captivité, entre le 7 et le 15 mai 1945.

## Reconnaissance

### Distinction
- Royaume-Uni : Mentioned in Despatches.
- France : Médaille de la Résistance, chevalier de la Légion d'honneur[Quand ?].

### Monuments
- En tant que l'un des 104 agents du SOE section F morts pour la France, Louis Bertheau est honoré au mémorial de Valençay (Indre).
- Brookwood Memorial, Surrey, panneau 21, colonne 3.